# 不可數名詞
不可數名詞（英語：Uncountable noun）是没有單數和复數形式的，不可被數詞修饰的名詞。
漢語语法中並不劃分名詞為「可數」或「不可數」，但通常在語意上識別，並在名詞前面加上數詞及量詞以表示事物多於一的數量。